# Hôtel de ville de Fréjus
 (mai 2011).
Si vous disposez d'ouvrages ou d'articles de référence ou si vous connaissez des sites web de qualité traitant du thème abordé ici, merci de compléter l'article en donnant les références utiles à sa vérifiabilité et en les liant à la section « Notes et références ».

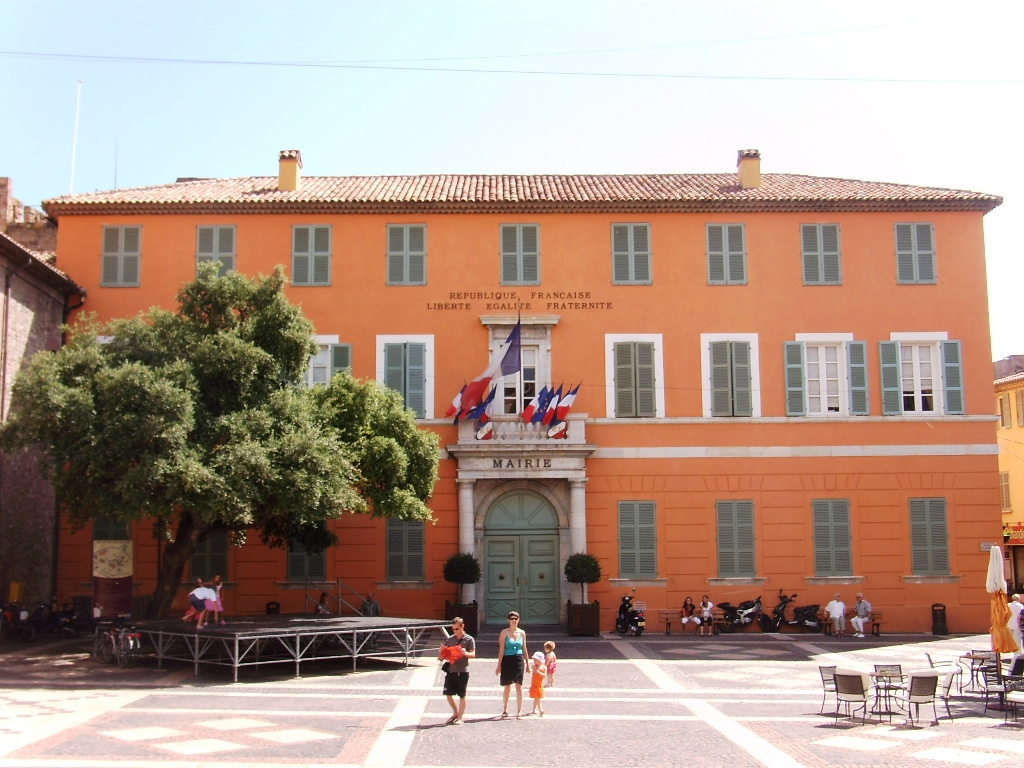
La façade occidentale.

L’Hôtel de ville de Fréjus abrite actuellement les institutions municipales.

## Histoire
- Ancien évêché en partie XIVe siècle : salle synodiale (bibliothèque)
- Chapelle gothique (archives)
- Tour carrée